# Hédervár
Hédervár község Győr-Moson-Sopron vármegyében, a Mosonmagyaróvári járásban található.

## Fekvése
A település a Szigetközben, Győr és Mosonmagyaróvár között nagyjából félúton fekszik. A szomszédos települések – mint az a Szigetközben gyakori – nagyon közel vannak egymáshoz: Ásványráró másfél, Darnózseli kettő, Lipót három, Kimle három és fél, a legtávolabbi szomszéd, Mecsér pedig közúton nyolc, földúton három kilométer távolságra helyezkedik el a községtől.

### Közlekedés
Hédervár főutcája a Szigetköz egyik legfontosabb útvonalának számító, Győr és Mosonmagyaróvár között húzódó 1401-es út. Ez utóbbiból ágazik ki a község belterületén az 1403-as út Kimle és az M1-es autópálya felé, valamint az 1411-es út Lipót (majd onnan tovább már 1405-ös számozással Dunaremete, Püski és Halászi) irányába. Külterületeit délkeleten érinti még az 1-es főúttól Zsejkepusztáig vezető 1402-es út is.
A Szlovákia és Ausztria felől érkező kerékpárosok átvezető útjainak csomópontja a község.
Vasútvonal nem érinti, a két legközelebbi vasúti csatlakozási lehetőséget a Budapest–Hegyeshalom–Rajka-vasútvonal Károlyházán létesült Kimle-Károlyháza vasútállomása, illetve a Mosonszentmiklós-Gyártelep mellett elhelyezkedő Lébény-Mosonszentmiklós vasútállomása kínálja; mindkettő kb. 12~15 kilométerre van a településtől.

## Története
Ez a település volt a középkorban a Szigetköz gazdasági-politikai központja, a település története összefonódott a hédervári grófi családok (Héderváry, Viczay, Khuen-Héderváry) múltjával. Első írásos említése 1210-ből való oklevélben jelenik meg, a hédervári római katolikus egyházközség pecsétje a hagyomány szerinti a.d 1031 évet (Szigetköz népének megkeresztelése Héderváron) tartalmazza.
A környék már a bronzkorban is lakott volt. A római korban a Mosoni-Duna mellett őrtornyok sokasága biztosította az Imperium Romanum védelmét, a limes őrtornyai 20-30 mérföldenként álltak, így a „Zsidó-dombon” is feltártak egyet 1961-ben. Itt ennek a vízzel körülvett dombnak a magaslatán találták meg a Héderváryak első várának helyét. Kézai Simon és a művéből merítő későbbi krónikaíróink Géza fejedelem idejére teszik a német Volfer (Wolfger) és Héder (Hedirich, Hederich) lovagoknak Magyarországra történő bejövetelét. Volfer Küszin hegyét és környékét (Güssinget, a mai Németújvárt), míg Héder a Duna Győr melletti szigetét, az akkor egybefüggő Csallóköz-Szigetközt kapta adományul. Az újabb kutatások megállapítása szerint azonban e két testvér II. Géza király uralkodásának idején telepedett le hazánkban. Ezt bizonyítja Volfernek az 1157. évi adománylevele is, amellyel Küszin hegyén Szűz Mária tiszteletére monostort alapított.

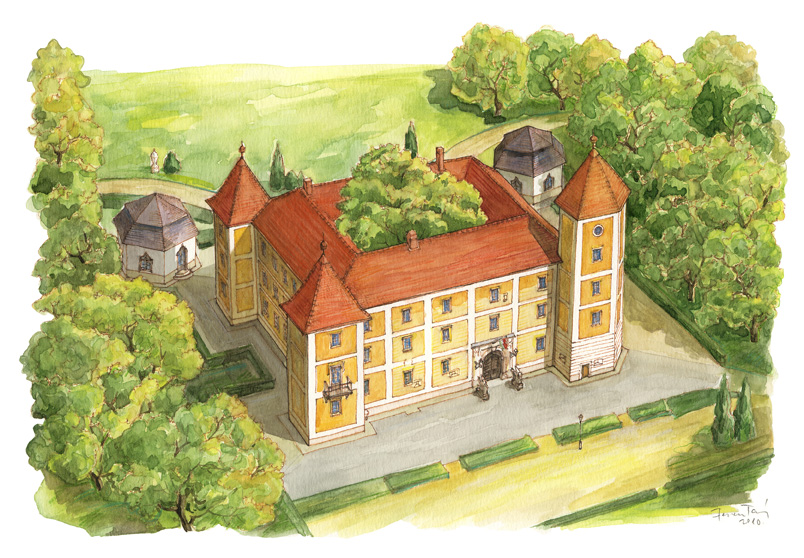
Hédervári kastély, Ferenc Tamás rajza

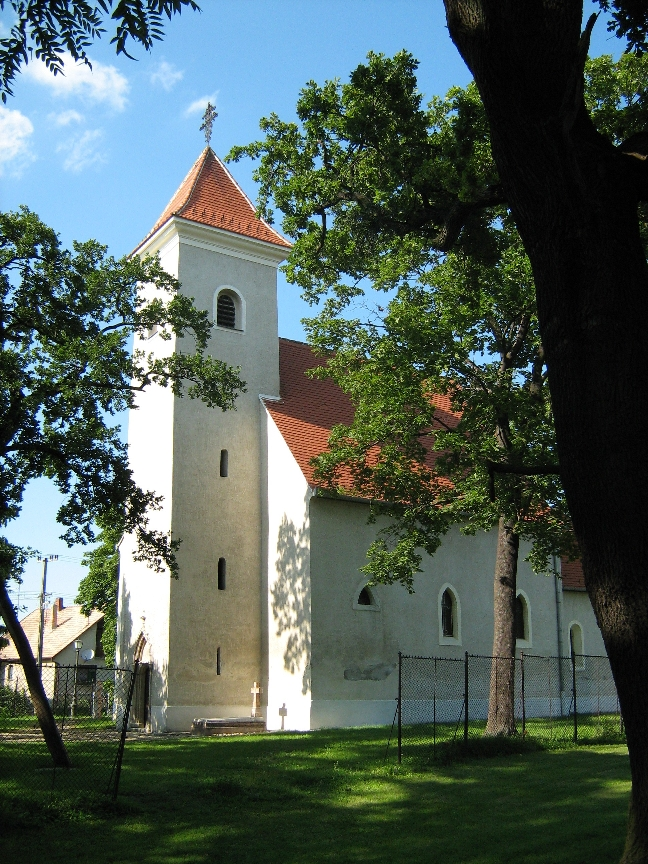
Boldogasszony kápolna

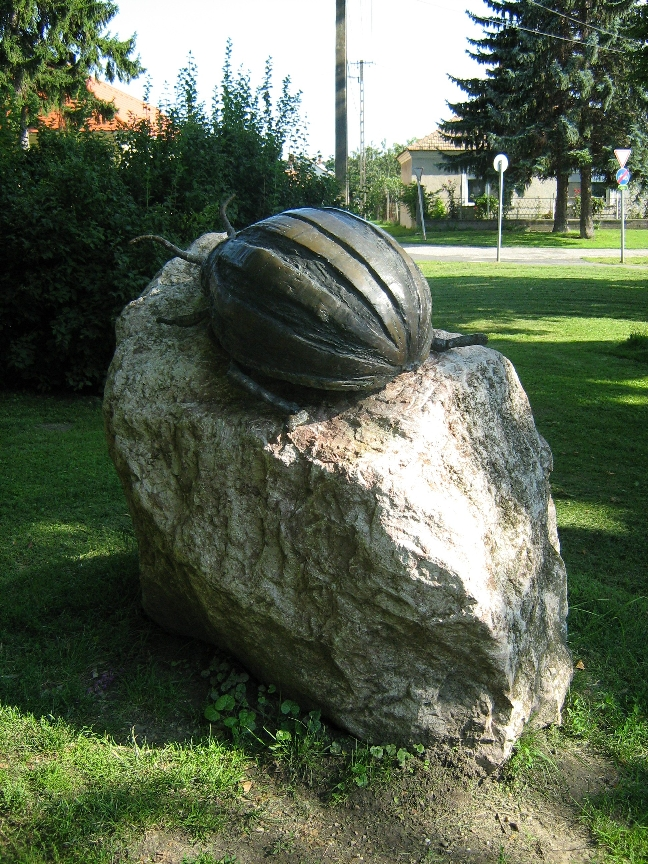
Krumplibogár szobor

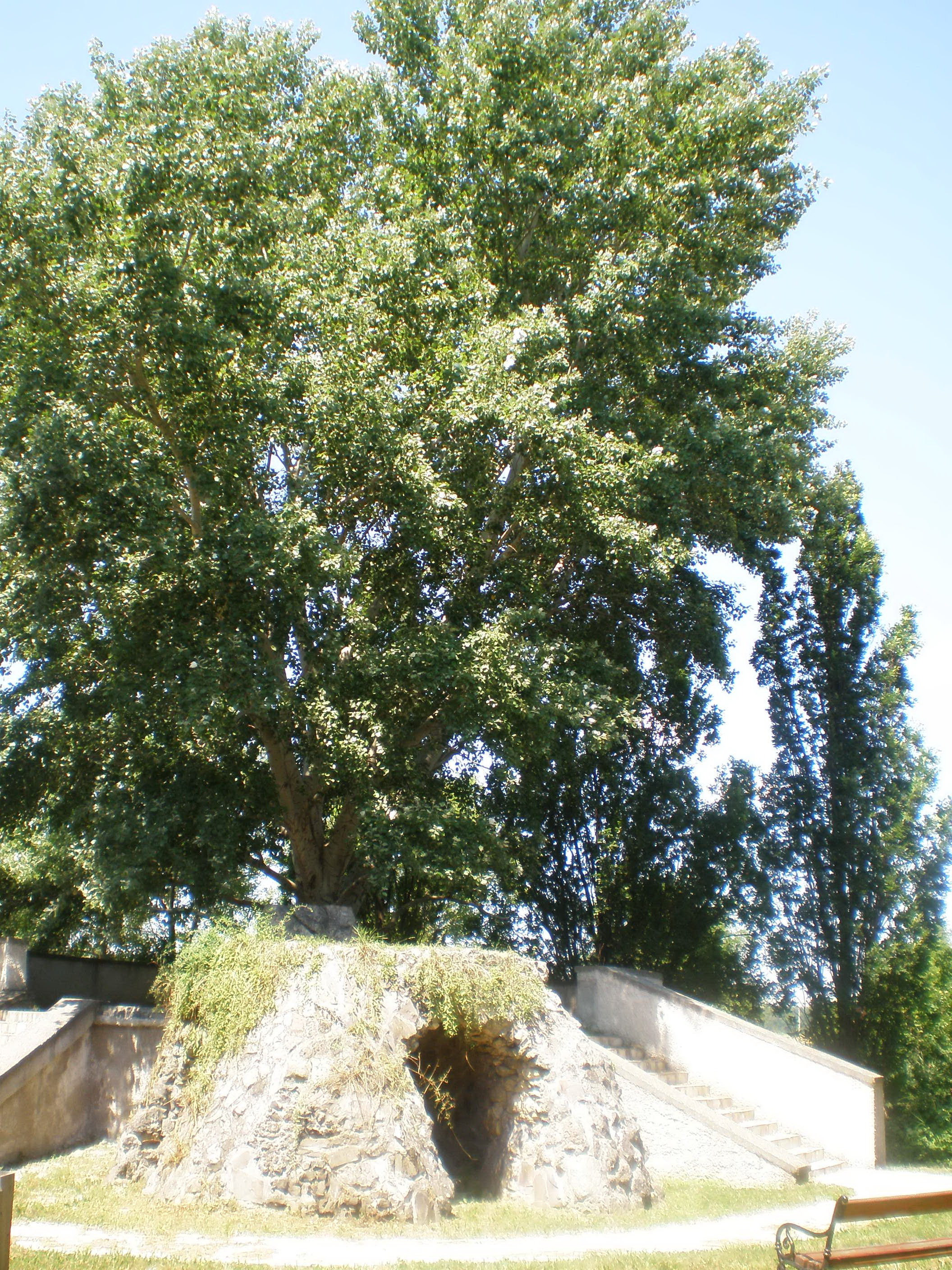
Kont fa

Héder comes – A Héderváry család őse – eredményesen vette ki részét a trónviszályok kapcsán szerezhető birtokokból és címekből 1146-ban mint ispán, 1150-1157 között II. Géza udvarbírója és 1162-ben III. István nádoraként szerepelt. Ebben az időben építhette fel a Héder várát. Várnagyát egy 1395-ben kelt oklevél „Castellanus magistri Johannis filii Hedrici de Hedrehuara” néven említi. Ebben a tisztségben 1418-ban Kis Péter és Cheylye Domokos, 1455-ben Fodor László szerepel, a vár pedig „Castrum Hedrehuara”, 1484-ben „Castrum Hedrewara” alakban fordul elő. A család egyik híres tagja az a Dezső, aki 1338-ban a havasalföldi hadjárat során ruhát cserélt, és megmentette Károly Róbert életét. Utódaik is magas tisztséget töltöttek be. Világi és egyházi méltóságok sorát adta a család az országnak, János győri és László egri püspök a legmagasabb rangra emelkedetteket képviseli. A királyi tisztségviselők közül kiemelkedik Lőrinc, aki Zsigmond király utolsó nádora.
A család hírhedt, híres leszármazottja Héderváry Kont István, – aki a legendákban szabadságharcos és hősként szerepel -, részt vett a Luxemburgi Zsigmond királyunk elleni összeesküvésben. Kis Károlyt támogatta, ezért harmincegy társával együtt kivégezték 1393-ban (ld. Garay István Kont c. verse). Emlékét őrzi a Kont-fa. A család másik tagja, Héderváry János győri püspök építtette a győri székesegyház melletti Héderváry-kápolnát.

1443-ban említik a határában fekvő Gomboldus , Zolnok (Szolnok) és Hedreh pusztákat. Említése történik 1442, 1443-ban a Darnó, Zseli és Hédervár határában fekvő Faÿz (Fajsz) pusztának. A puszta megőrizte az itteni X. század középi fejedelmi szálláshely emlékét.
A falu 1443-1529-ig, majd 1658-1886-ig mezővárosi rangot kapott.
Héderváry Ozsvát fia, II. Ferenc, 1521-ben nándorfehérvári kapitány e vár hűtlen elhagyásának vádja miatt II. Lajos minden vagyonától megfosztotta, és Héder várát, tartozékaival együtt Laki Bakics Pálnak adományozta. Hédervári Ferencet a mai történetírás már felmentette a ráaggatott vádak alól, de akkor a védelmi erők elégtelensége, a magyar hadvezetés tehetetlensége miatt fel kellett adni a középkori Magyarország déli kapuját.
A Szigetköz közepén, Mosonmagyaróvár és Győr között majdnem félúton található településen lévő kastélynak három tornya van. A hagyomány szerint az épület három vármegye, Győr, Pozsony és Moson találkozási pontján állt, ezért minden tornya más-más megye területére került. Az igaz is, hogy valamikor Győr és Pozsony vármegye határa Hédervárnál volt, és Moson vármegye is a közelben volt határos. A hagyomány onnan is eredhet, hogy a Héderváry családnak mindhárom vármegyében nagy kiterjedésű birtokai voltak.
Bakith Pál a Héderváryakkal vívott küzdelme során 1534 decemberében a középkori kővárat és az új várkastélyt is leromboltatta. 1532 előtt a Bakics család, 1544 előtt a Héderváryak áttértek az evangélikus hitre, Héderváron székelt Mérey Mihály lutheránus püspök 1544-ben. Evangélikus templom épült a faluban, az 1561-es katolikus egyházlátogatási jegyzőkönyv szerint a katolikus templomot istállóként használták a falu evangélikus földesurai.
Amikor azonban Héderváry István 1541-ben átpártolt I. Ferdinándhoz, ezt a birtokát is visszakapta. Héderváry János valószínűleg 1578-ban fejezte be a lerombolt várkastély újjáépítését és kibővítését. Héderváry István, aki Esterházy Miklós nádor sógora, az 1630-as évek elején rekatolizált és a környéket visszatérítette a katolikus hitre. 1662-ben Héderváry János scopi püspökkel kihalt a Héderváry család.
Héderváry István leányát, Katalint, loósi báró Viczay János vette feleségül, aki így a Héderváry családnak ezt a birtokát is megszerezte. A Viczay család 1873-ig a község földesura. 1723-ban Viczay Jób grófi rangot nyert. 1746-ban Győr vármegye nemesi közgyűlésének határozata alapján lerombolták az evangélikus templomot. Viczay Mihály és fia az 1755-ben meginduló átépítés során feltöltötték a várárkot és nyugat felé bővítették a várat. Az udvarát folyosó szélességgel csökkentve, az egykori árok helyén háromszintes, egytraktusos szárnyat emeltek, sarkaira négyszögű tornyokat illesztettek. Az udvar déli oldalára, a kapu fölé háromszintes szárny került, újabb emeletet húztak az északi reneszánsz palotára, elfalazva annak nyitott folyosóját. Ide került a barokk díszlépcső. A homlokzati architektúra kialakítása során a reneszánsz ablakokat elfalazták és egységes barokk képet alakítottak ki. Ekkor került az új nyugati szárny végébe a két szintet átfogó, díszesen kifestett kápolna is. Viczay szenvedélyes éremgyűjtő volt, így Hédervár neve bekerült az akkori nemzetközi érmész-katalógusokba is. 1775-ben jelent meg Bécsben Eckhelnek a „Numi veteres anecdoti musei Caesaroe – Vindobonensi” című műve, amelyben a hédervári gyűjteményt az Európában is ritka múzeumok közé sorolta. Gróf Viczay Héder Széchenyi Istvánnal és Battyhány Lajossal utazott ifjúkorában és egy Győr vármegyei múzeumot akart létre hozni.
1845-ben a nemesi összeíráskor az Angyal, Agg, Bély, Henyey, Hegyi, Józan, Katona, Kulats, Károly, Lengyel, Miksó, Pintér, Siska, Sághy, Takáts, gróf Viczay, Vízkelety, Závory családok igazolták a nemességüket Héderváron.
1873-ban Viczay Héder meghalt, gyűjteményének egy részét már korábban elárverezték.
Örököse, gróf Khuen-Héderváry Károly- későbbi magyar miniszterelnök – lett, aki 1874-ben kisebb átalakítást végeztetett a kastélyon belül, majd Möller István építész tervei alapján 1906-1907-ben átépítette a kastélyt. Ekkor készült a déli szárnyban a reprezentatív nagyterem, a Vadászterem, a szalonok sora a keleti szárnyban és a régi toronyban, valamint a korábbi helyén a ma is látható díszlépcső.
1891-ben Hédervár „kisközség” Győr vármegye tósziget-csilizközi járásában, 928 magyar lakossal, posta- és távíróhivatallal, postatakarékpénztárral.
Gróf Khuen-Héderváry Károly főcserkész a hédervári birtokát ajánlotta fel és itt rendezte meg a Magyar Cserkészszövetség az I. központi tiszti táborát 1924-ben. A nyári hónapok alatt, több táborban, 50-60 cserkésztisztet és segédtisztet lehetett kiképezni. Az első táborokat angol minta alapján rendezték meg, majd fokozatosan – az alapok meghagyása mellett – igazították azt a magyar igényeknek megfelelően.
A második világháború során a kastélyba először a német nagykövetség vette be magát, majd szovjet hadikórházként működtették. Később iskolaként üzemeltették. A felújított épület ma a MANK tulajdona.
1947-ben a hagyomány szerint itt találtak először az országban burgonyabogarat. Emlékét ma egy szobor is őrzi.
1960-ban elhunyt a hédervári gróf Khuen-Héderváry család utolsó tagja, az ifjabbik Károly.

## Közélete

### Polgármesterei
- 1990–1994: Göndöcs László (független)[4]
- 1994–1998: Göndöcs László (független)[5]
- 1998–2002: Göndöcs László (független)[6]
- 2002–2006: Juhász József (független)[7]
- 2006–2010: Juhász József (független)[8]
- 2010–2011: Juhász József (független)[9]
- 2011–2014: Juhász József (független)[10]
- 2014–2017: Szabóné Németh Ágnes (független)[11]
- 2017–2019: Juhász József (független)[12]
- 2019–2024: Juhász József (független)[13]
- 2024– : Ábrahám Szilvia (független)[1]

A településen 2011. október 16-án időközi polgármester-választást (és képviselő-testületi választást) tartottak, az előző képviselő-testület önfeloszlatása miatt. A választáson a hivatalban lévő faluvezető is elindult, és meg is nyerte azt.
2017. október 15-én ismét időközi polgármester-választást kellett tartani Héderváron, ezúttal az előző polgármester lemondása miatt.

## Népesség
A település népességének változása:
| Lakosok száma | 1209 | 1207 | 1237 | 1300 | 1305 | 1292 | 1310 |
|               | 2013 | 2014 | 2015 | 2021 | 2022 | 2023 | 2024 |

A 2011-es népszámlálás során a lakosok 80,3%-a magyarnak, 0,3% horvátnak, 2,4% németnek, 0,3% románnak mondta magát (19,5% nem nyilatkozott; a kettős identitások miatt a végösszeg nagyobb lehet 100%-nál). A vallási megoszlás a következő volt: római katolikus 59,3%, református 2,1%, evangélikus 0,7%, görögkatolikus 0,8%, felekezeten kívüli 4,6% (31,4% nem nyilatkozott).
2022-ben a lakosság 89%-a vallotta magát magyarnak, 2,5% németnek, 0,5% szerbnek, 0,5% cigánynak, 0,3% románnak, 0,2-0,2% lengyelnek, horvátnak, bolgárnak és szlováknak, 0,1-0,1% ruszinnak, görögnek és ukránnak, 1,8% egyéb, nem hazai nemzetiségűnek (10,2% nem nyilatkozott; a kettős identitások miatt a végösszeg nagyobb lehet 100%-nál). Vallásuk szerint 42,5% volt római katolikus, 2,7% református, 0,5% evangélikus, 0,2% görög katolikus, 0,2% izraelita, 1,4% egyéb keresztény, 1,3% egyéb katolikus, 6,4% felekezeten kívüli (45% nem válaszolt).

## Nevezetességei

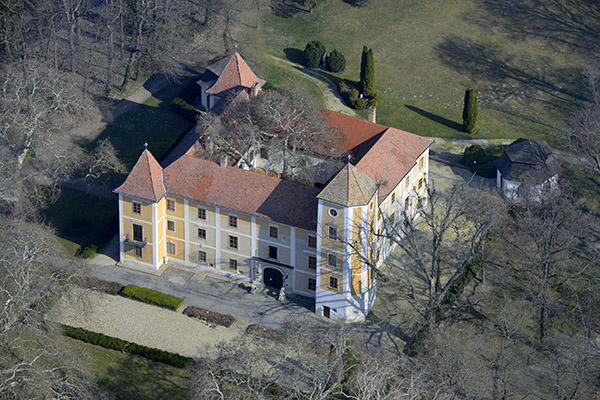
A Hédervári kastély légi felvételen

- műemlék Khuen-Héderváry-kastély

A grófi család évszázados lakóhelyei. A 15. századi vár, bástyákkal és várárokkal létezett. 1710-től kastéllyá építették át. Különböző korok stílusjegyei láthatók az 1987-es felújítás óta. (Értékei: Sala Terrana, kastélykápolna, lovagterem, könyvtárterem.) A kastély körül 8 hektáros parkban kb. 60 különleges fafajta is található.
- Boldogasszony-kápolna

A 15. század elején épült a Héderváry család temetkezési helye. Jelenlegi neogótikus a 19. század végi átépítés során nyerte el. A 17. században loretói oldalkápolnát építettek hozzá. A kápolna restaurálása 1994-ben történt meg.
- Gróf Khuen-Héderváry síremlék

Az utolsó Héderváry dinasztia nyughelye. Gróf Khuen-Héderváry Károly Horvátország és Szlavónia bánja, a Magyar Nemzeti Munkapárt alapítója. Miniszterelnök 1909-1913 között, két ízben is. Fia, Károly a parlament főjegyzője, országos főcserkész közel 30 esztendőn keresztül.
- Árpád fa (Árpád-tölgy)[18]

A Boldogasszony-kápolna mellett álló tekintélyes méretű kb. 700 éves kocsányos tölgy, amelyet a néphit ezerévesnek tart sőt még annak a kötőféknek nyomát is felfedezni véli a törzsén, amellyel Árpád fejedelem annak idején a lovát „hozzákötötte”. A tölgy kerülete: 720 cm, legnagyobb átmérője: 235 cm, magassága: 14 méter.
- Kont-fa

A kastélytól délnyugatra mintegy 300 méterre található a Héderváry Kont István emlékét őrző szürke nyárfa. Héderváry (Kont) II. István Horváty János macsói bánnal együtt Zsigmond király elleni összeesküvést szervezett itt, a hatalmas nyárfa alatt. Ezt az emlékhelyet a család, majd a község évszázadokon megőrízte és ápolta. E helyhez kapcsolódik a kővé vált kenyerek legendája is.
- Szent Mihály katolikus templom (1755)[20]

Értékei:1430-ból való vörös márvány keresztelőkút, Zallinger mester főoltár alkotása és a Nepomuki Szent János-mellékoltár.
- Krumplibogár szobor[21]

1997-ben két fiatal művész, Búzás Mihály és Szolnoki József vállalkozása volt, hogy a győri Mediawave Fesztiválra dokumentumfilmet forgattak a kolorádóbogárról, amely ötven esztendeje jelent meg Magyarországon, s éppen Héderváron találták meg az elsőt. Másik három fiatal, Maráczy Manuela, Zsédely Teréz és Csáki László elkészítették a Leptinotarsa, azaz a krumplibogár bronzszobrát, s vörös márványból faragott talapzaton a községházával szembeni téren nagy népünnepély keretében állították fel. Talán az egyetlen bogarat ábrázoló szobor az egész országban.

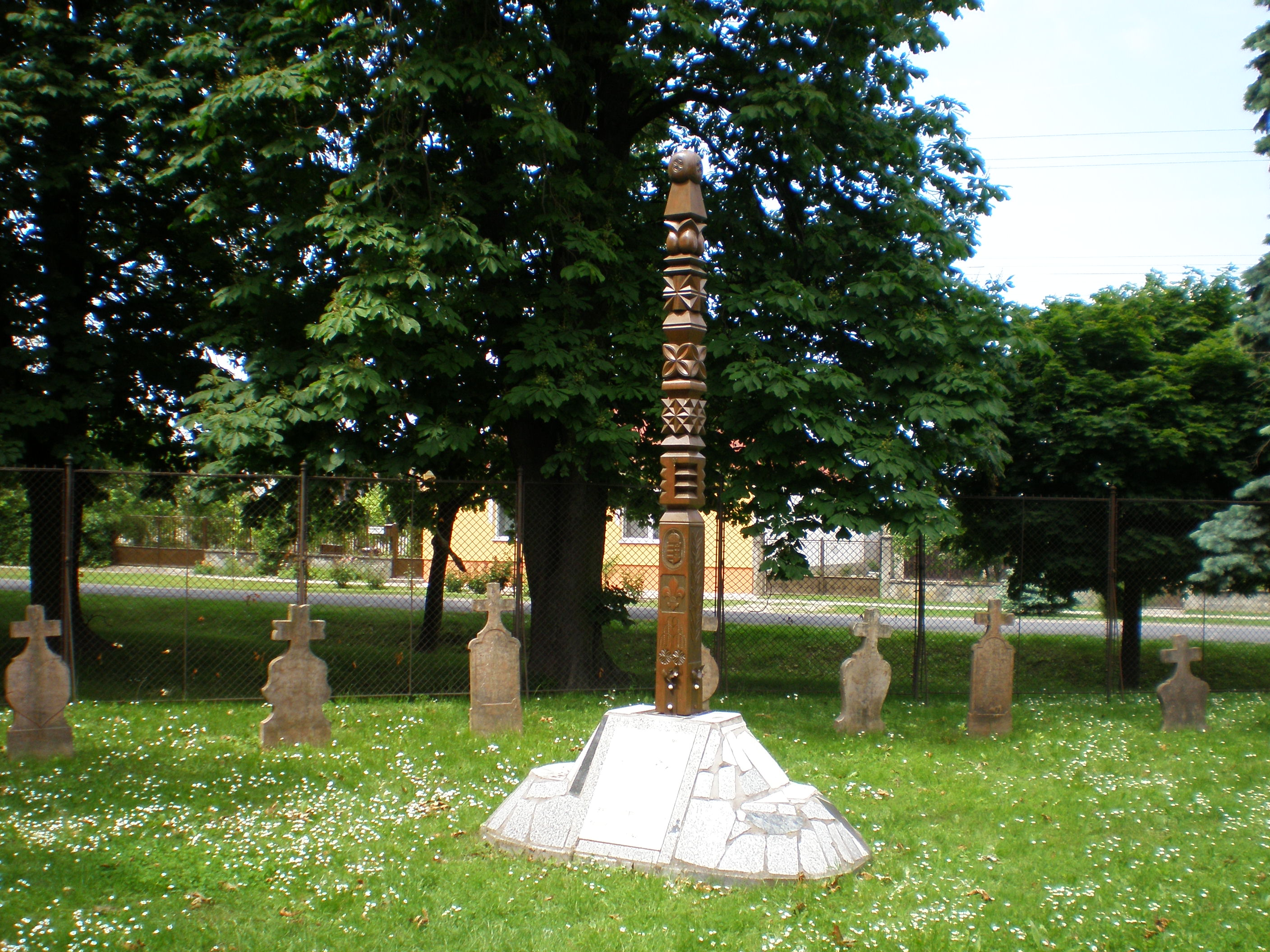
Gróf Khuen-Héderváry Károly Magyarország főcserkésze tiszteletére emelt kopjafa
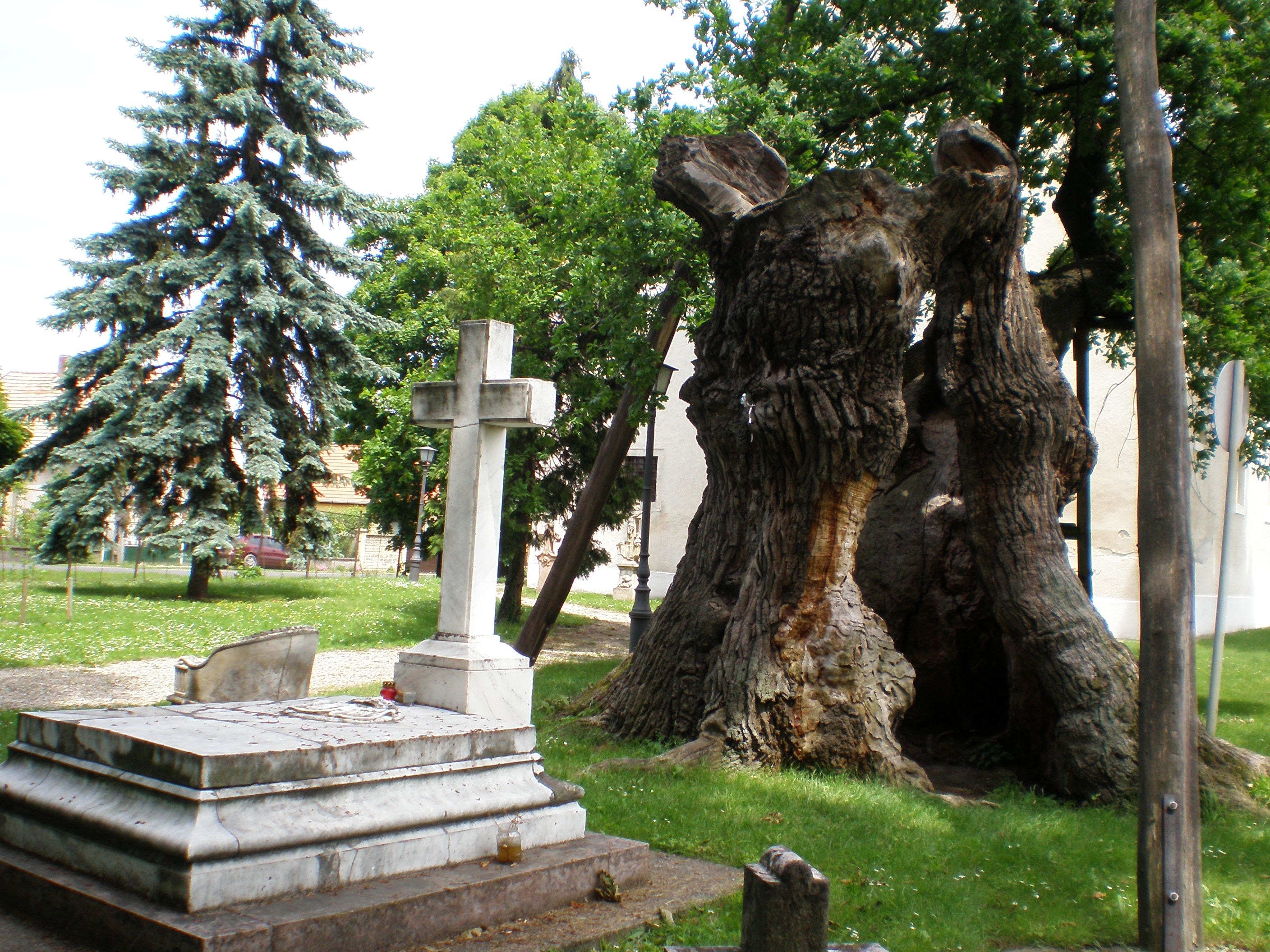
Az Árpád-fa, valamint gróf Khuen-Héderváry Károly és neje, Lindelof Sarolt síremléke
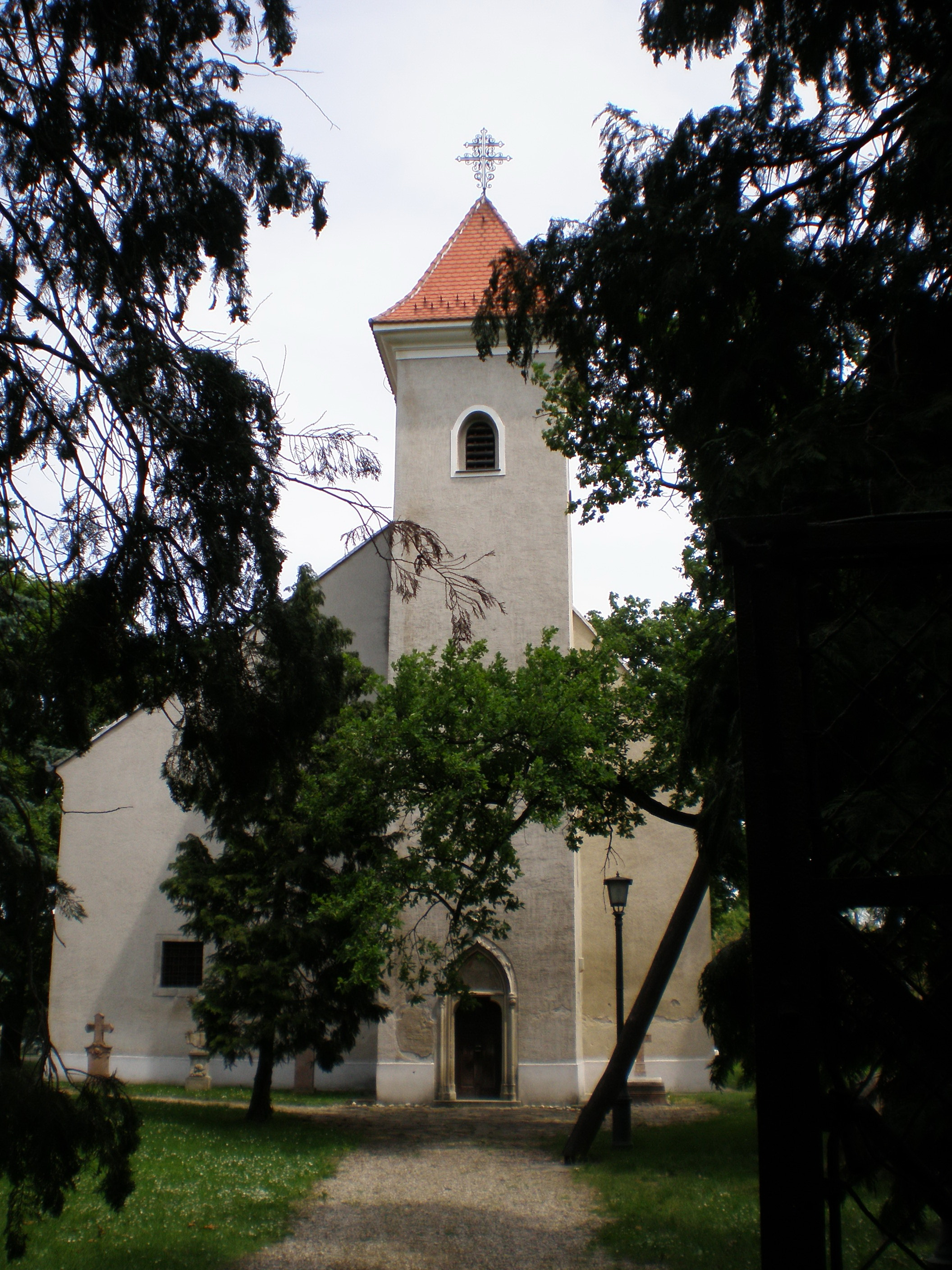
Boldogasszony kápolna
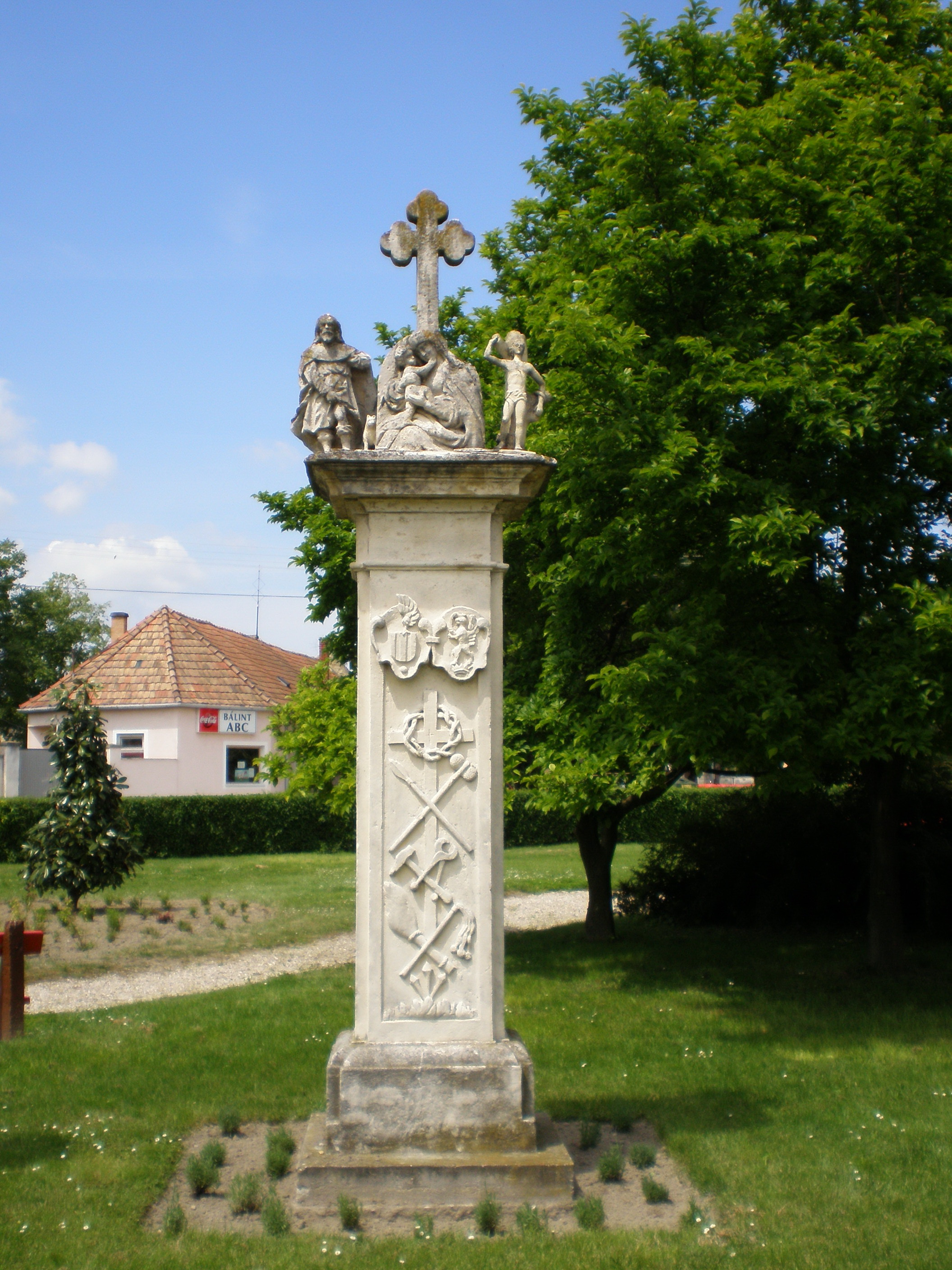
A pestis emlékoszlop
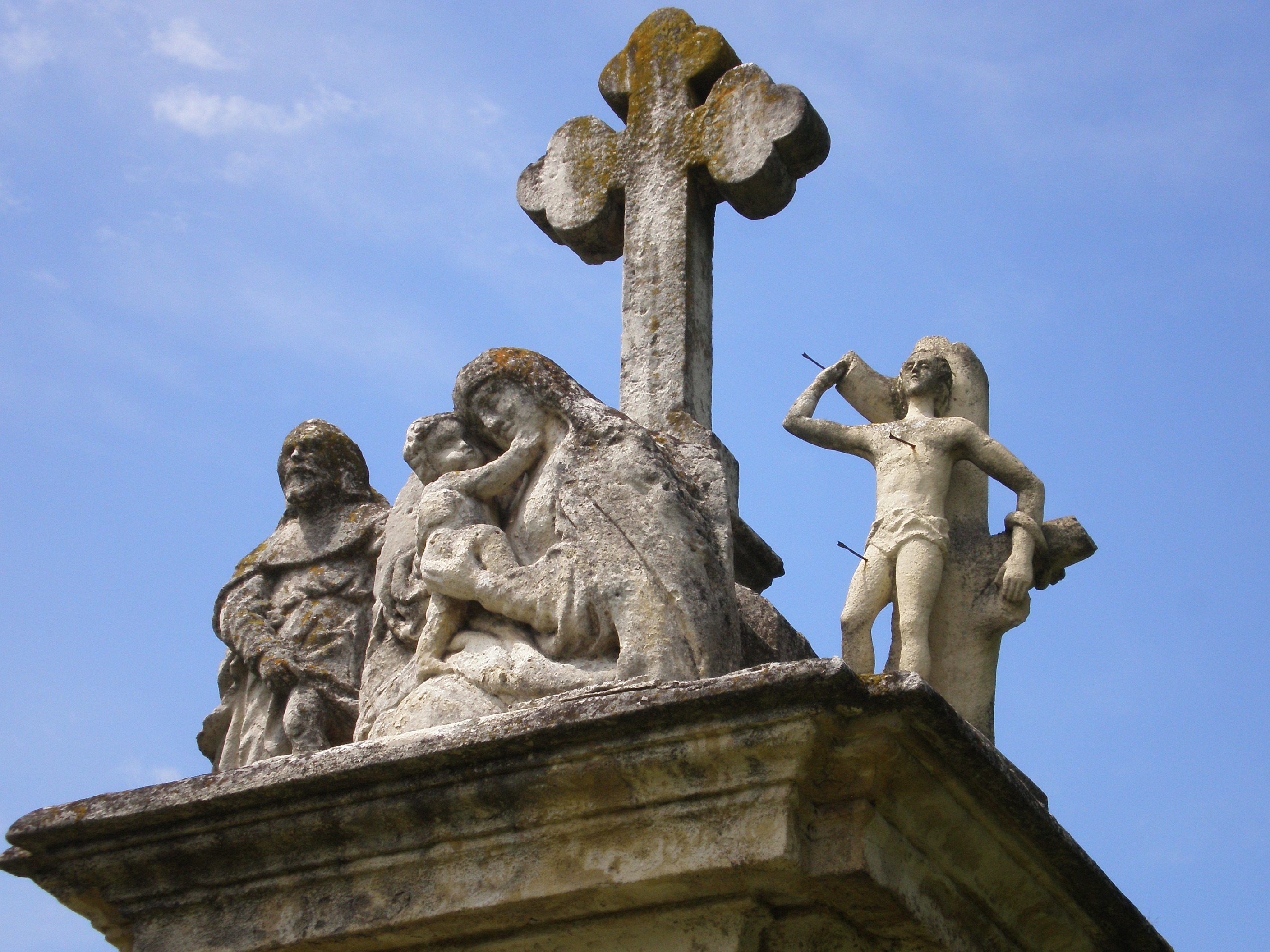
A pestis emlékoszlop csúcsdísze
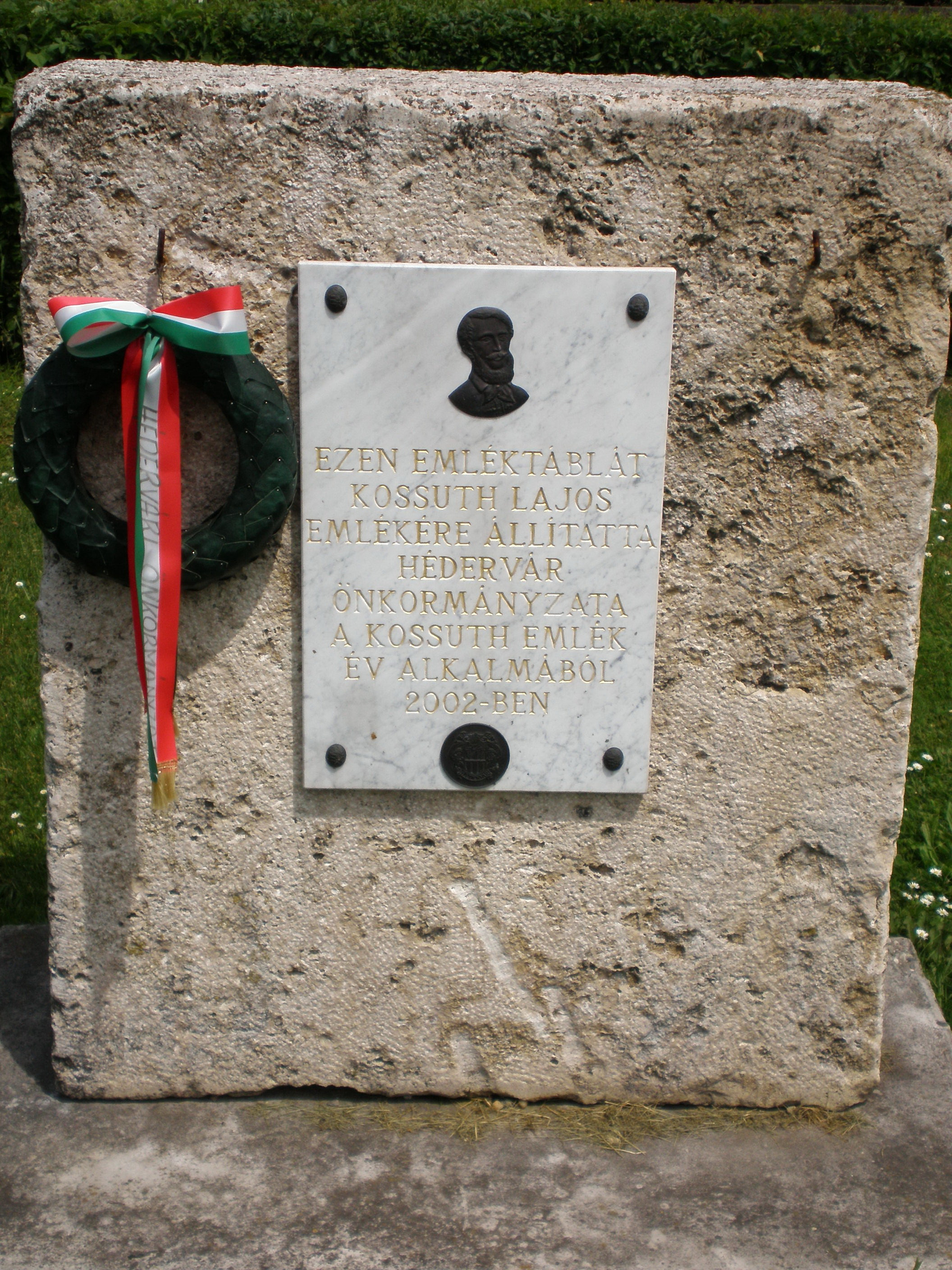
Kossuth Lajos emléktábla
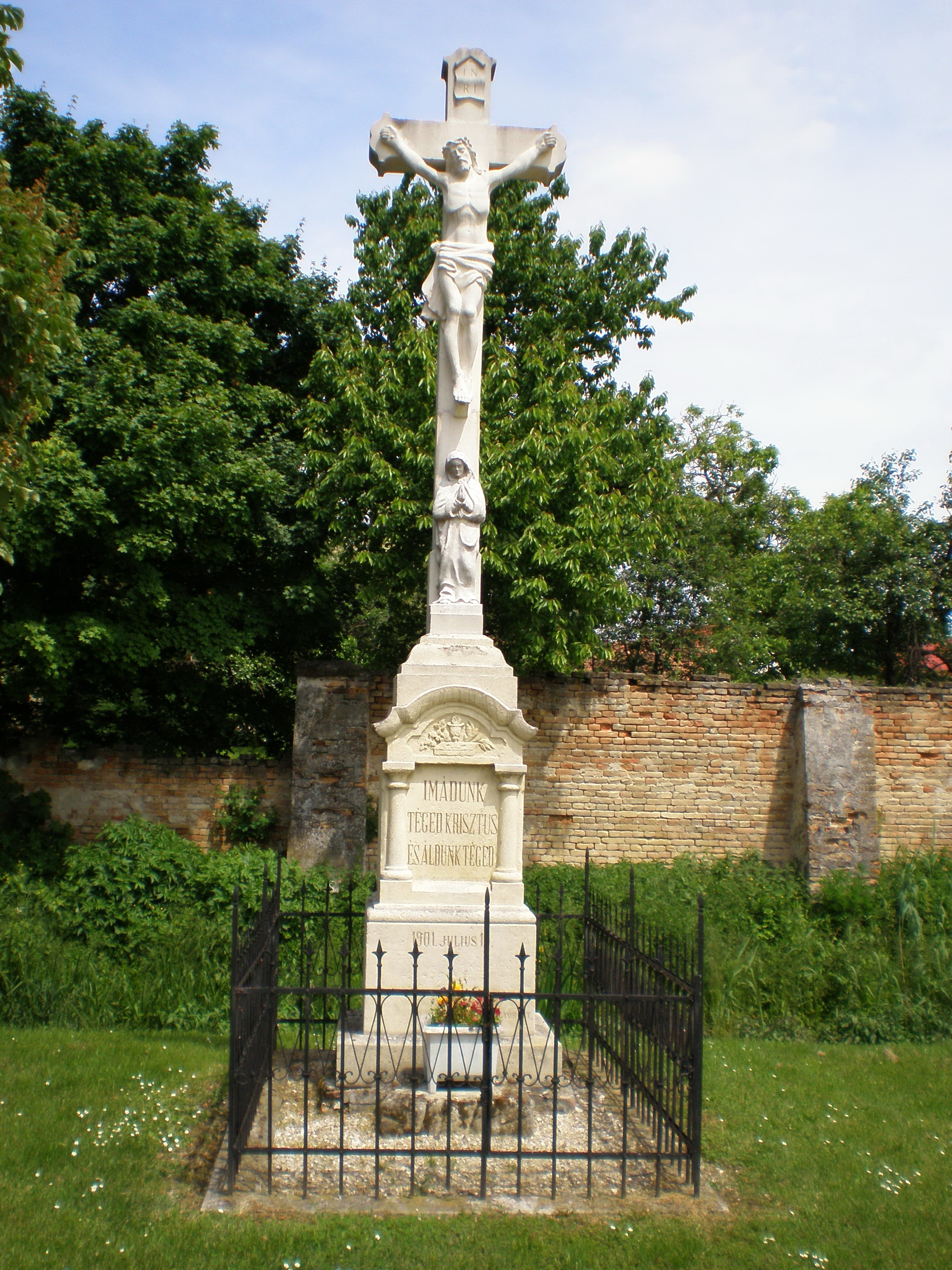
Feszület
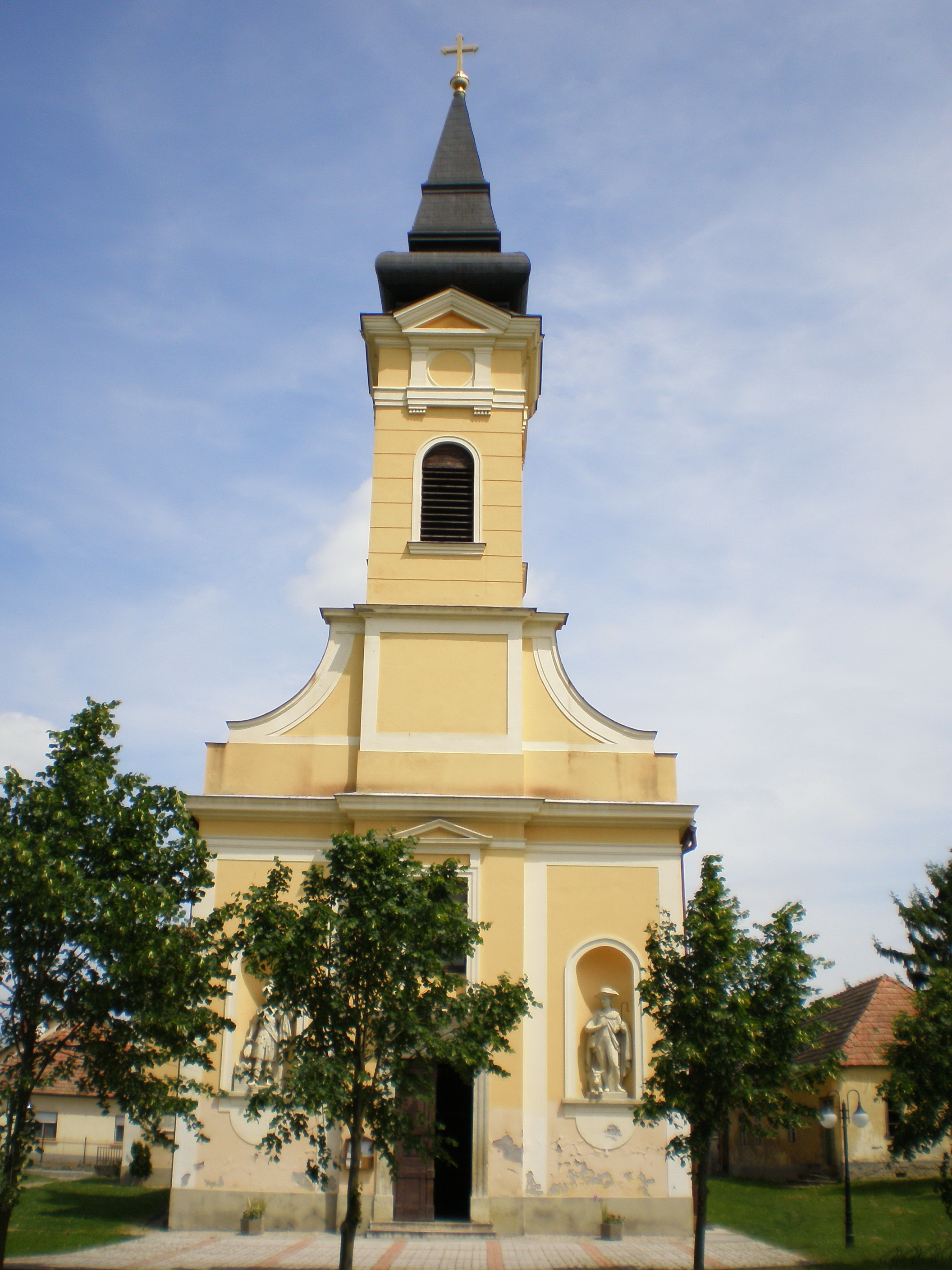
Szent Mihály templom
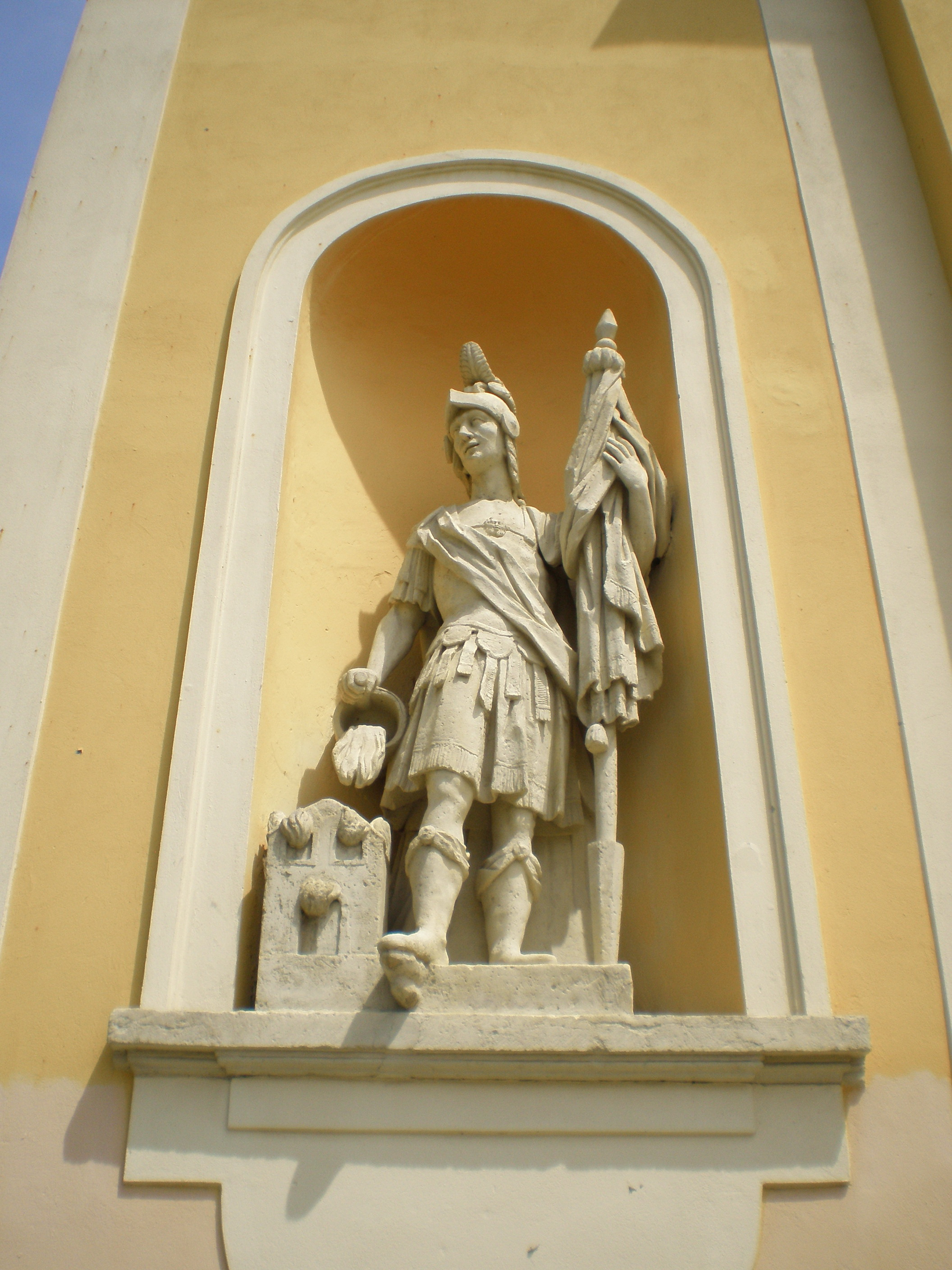
A Szent Mihály templom homlokzatán található Szent Flórián szobor
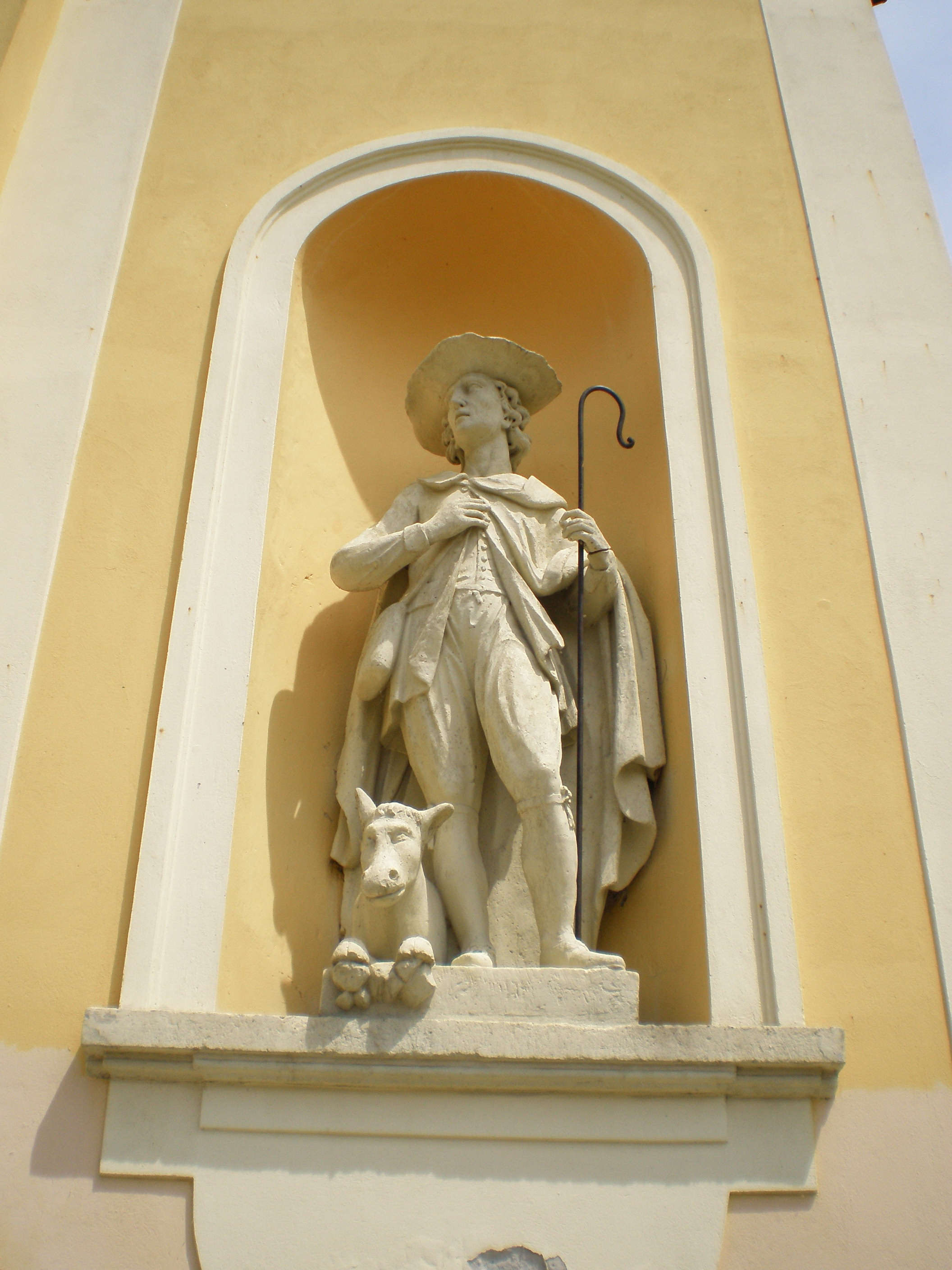
A Szent Mihály templom homlokzatán található Szent Vendel szobor
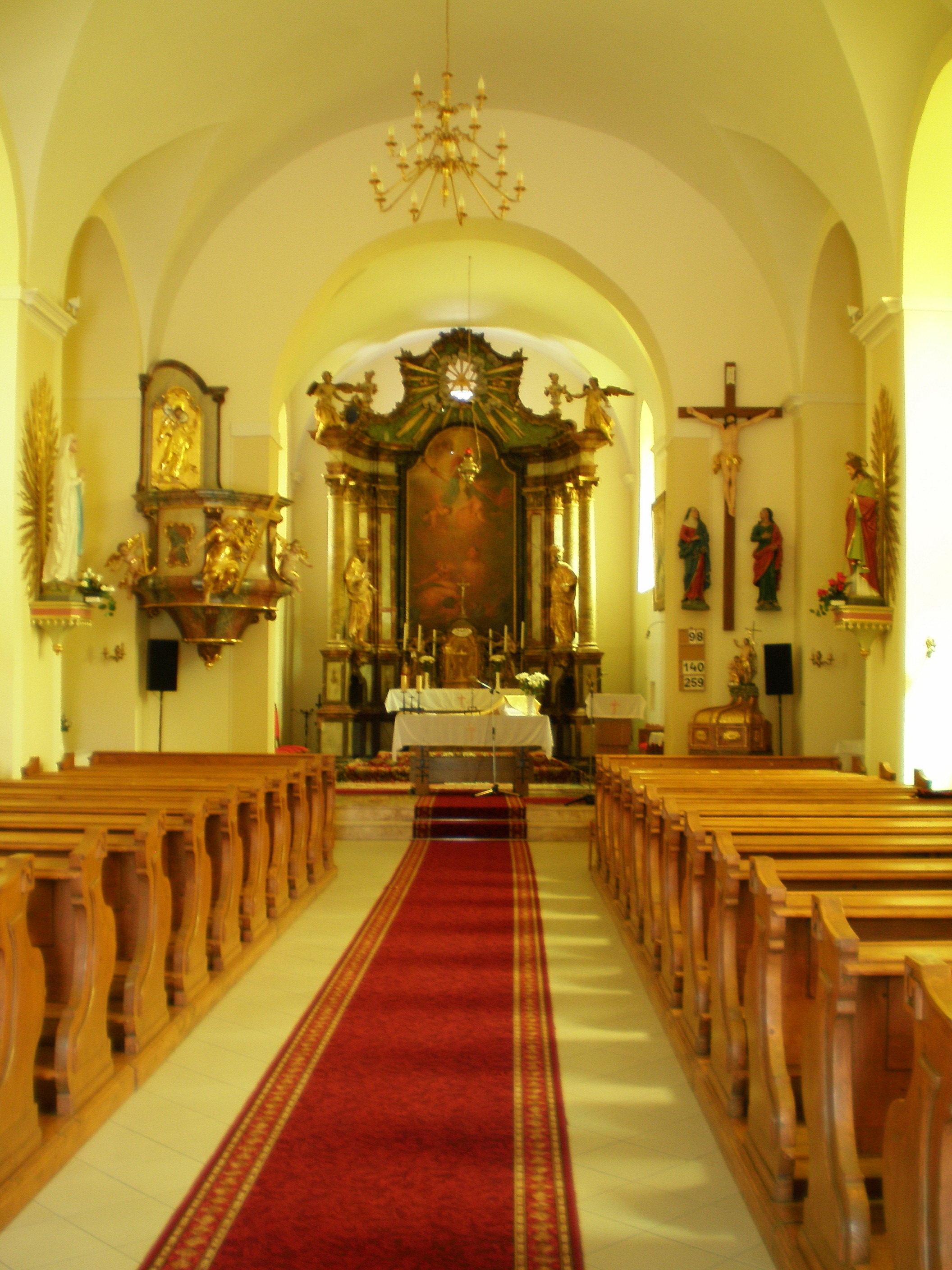
A Szent Mihály templom belülről
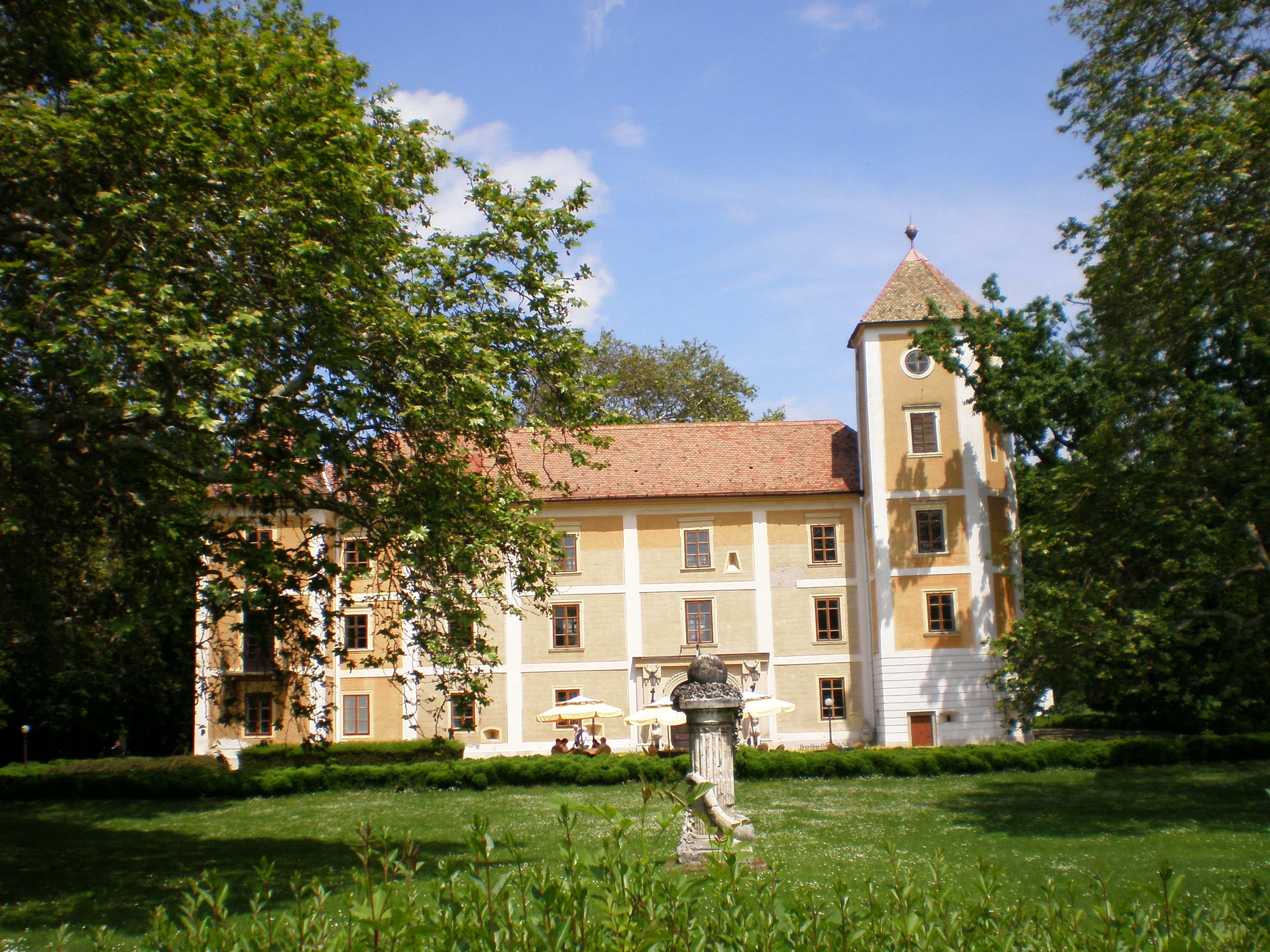
A Héderváry kastély
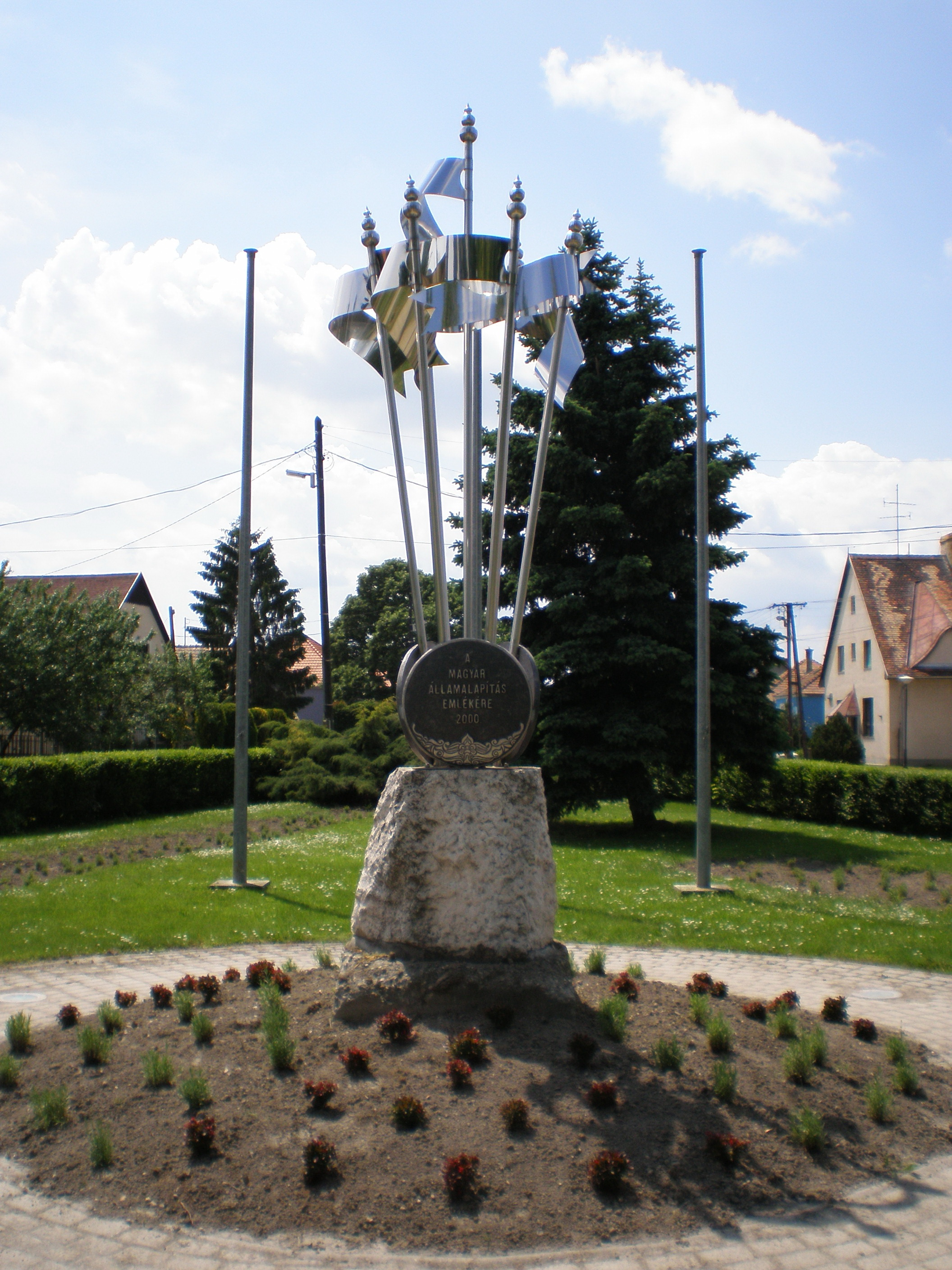
Államalapítási emlékmű
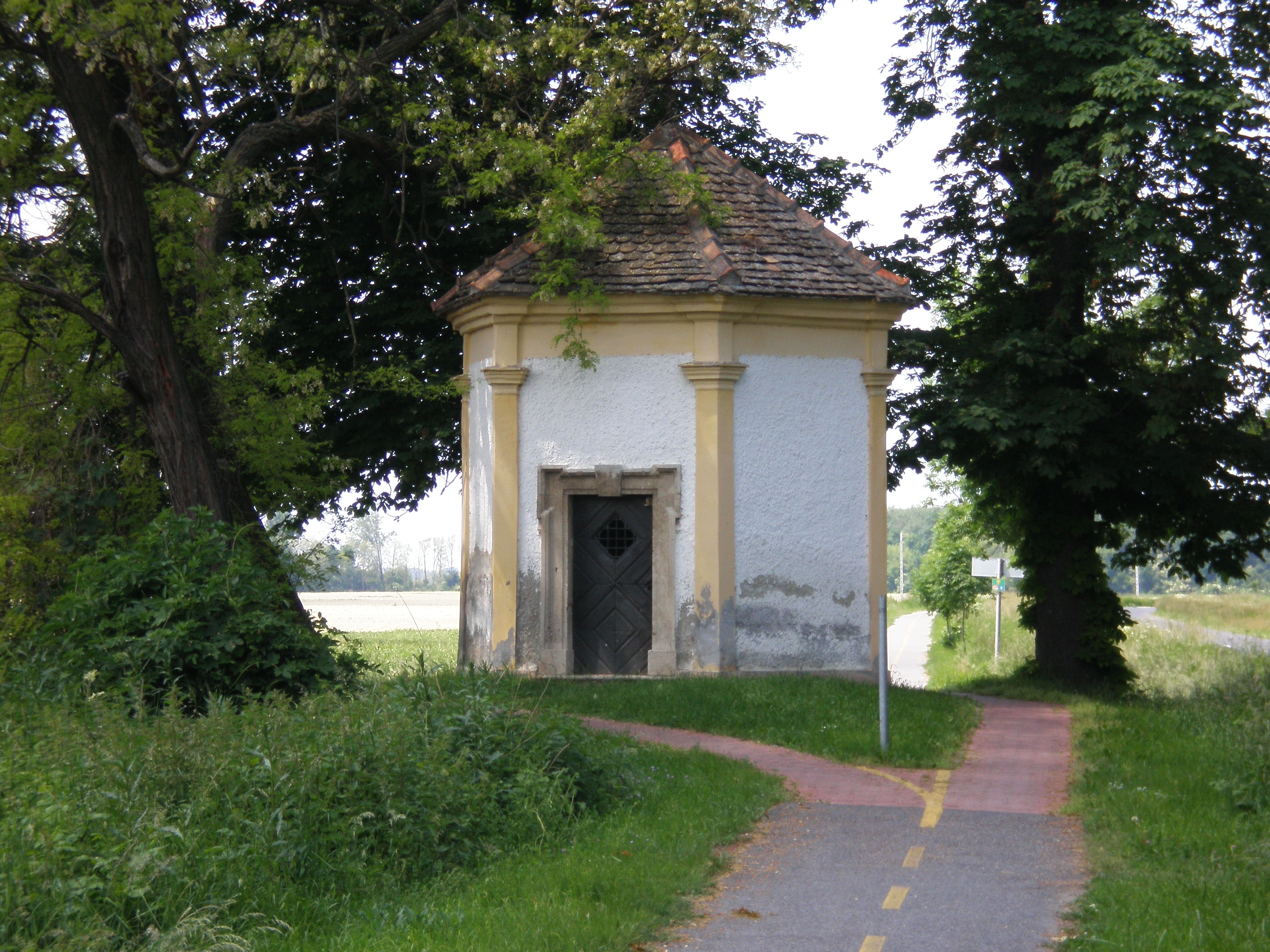
A Peregrinus kápolna a település határában
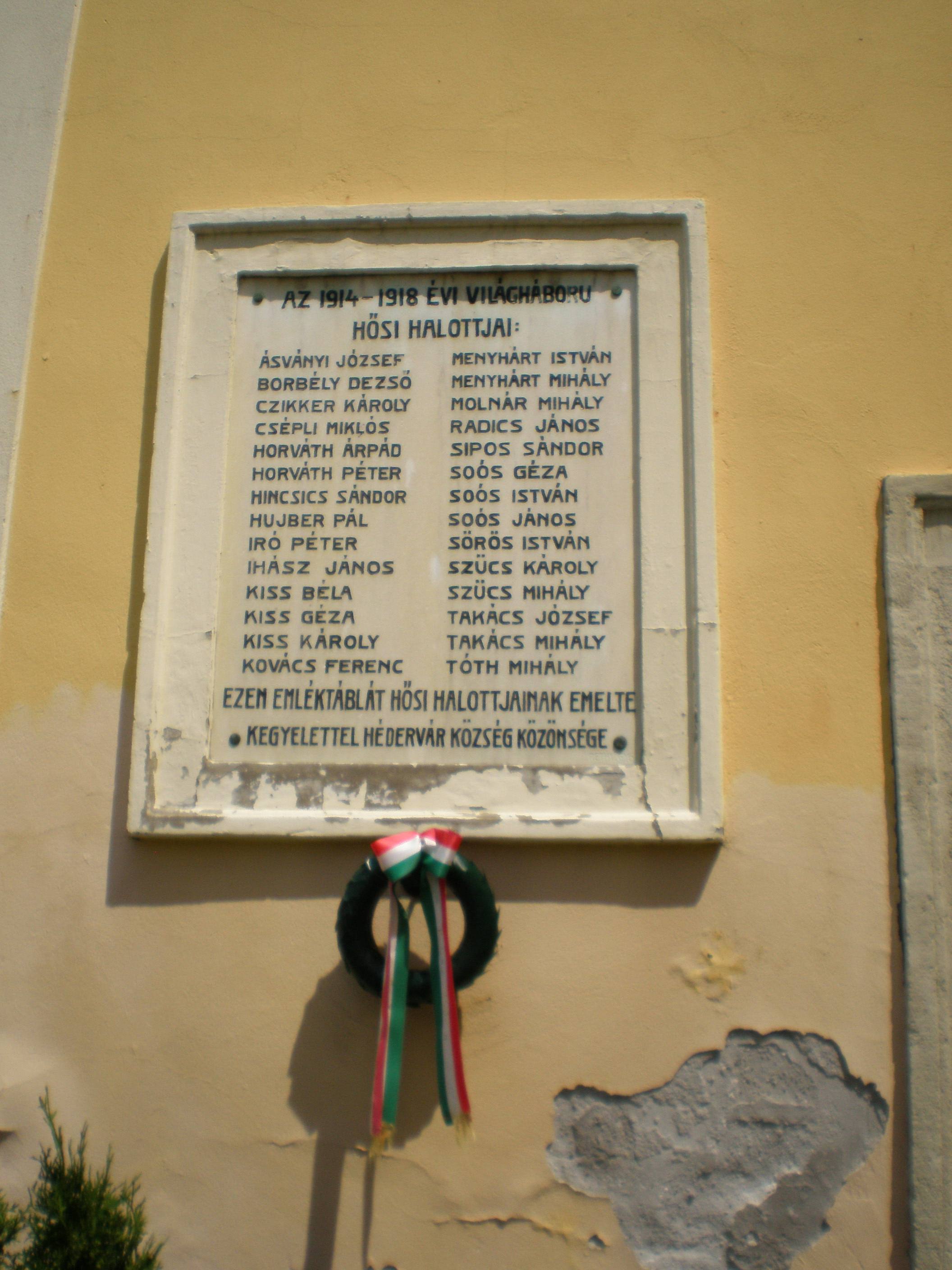
Első világháborús emléktábla
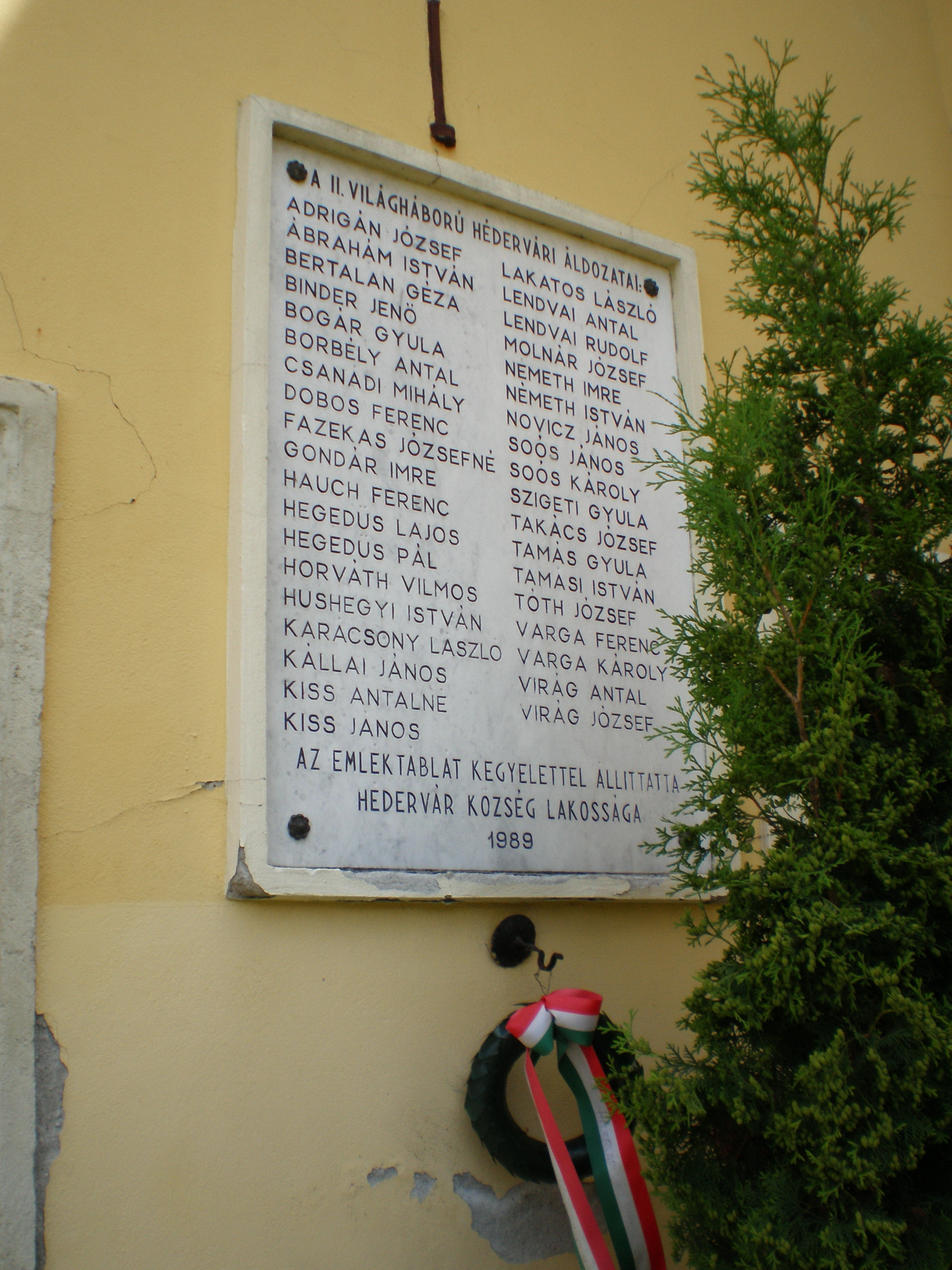
Második világháborús emléktábla

## Nevezetes emberek
- Itt élt Magyarország miniszterelnöke, gróf Khuen-Héderváry Károly
- Itt élt Magyarország főcserkésze, ifj. gróf Khuen-Héderváry Károly
- Díszpolgára dr. Timaffy László néprajzkutató,[23] róla kapta a nevét a község óvodáját és iskoláját egyesítő pedagógiai központ[24]
- Itt született Viczay Mihály kamarás, birtokos, európai hírű gyűjtő
- Itt halt meg Viczay Héder utazó, gyűjtő, Győr vármegye főispánja
- itt született várkonyi báró Amade Antal, a  barokk nemesi irodalom képviselője, Amade László költő apja

## Társközségek
- Éberhard, Szlovákia
- Héderfája, Románia